# Монтро-Фот-Йон
Монтро́-Фот-Йон (фр. Montereau-Fault-Yonne) — коммуна и населённый пункт во Франции в регионе Иль-де-Франс департамента Сена и Марна. Население — 21 229 человек (2019).

## География
Монтро-Фот-Йон расположен на расстоянии около 70 км на юго-восток от Парижа, 28 км на юго-восток от Мелёна. Своё название получила благодаря географическому расположению возле слияния рек Йонна и Сена.

## История
Первые люди появились у слияния рек Йонна и Сена около 6 000 лет назад. Город обязан своему появлению небольшому монастырю Св. Мартина, построенному в VI веке. Город тогда делился на три прихода: Св. Николая на правом берегу Сены, Св. Маврикия между Сеной и Йонной и Св. Луи на левом берегу Сены. Экономика города основывалась на торговле.
В 1026 году Рейнард, граф де Сенс, построил около места слияния рек замок, чтобы брать пошлину с купцов, спускавшимся по рекам. Таким образом установилось господство Монтро.
10 сентября 1419 года на мосту в Монтеро, во время переговоров с дофином Карлом, был убит герцог Бургундский Жан Бесстрашный. Свита дофина напала на сопровождавших герцога дворян, а Танги дю Шатель зарубил самого Жана Бесстрашного. Убийство в Монтеро стало поводом к окончательному переходу бургиньонов на сторону англичан в продолжавшейся Столетней войне.
В 1755 году в городе построили фаянсовый завод, прекративший свою деятельность в 1955 году.
18 февраля 1814 года при Монтро император Наполеон одержал одну из последних побед в войне шестой коалиции, сорвав первое наступление союзников на Париж.
В XIX веке Монтро стал небольшим промышленным центром, в придачу к фаянсовому заводу появились фабрики, на которых выпускали стекло и химическую продукцию.
Во время Второй мировой войны город подвергался бомбардировкам, мосты и многие здания были разрушены. Они были восстановлены в начале 1950-х годов.

## Население
Жителей Монтро-Фот-Йона называют Monterelais. Кантон Монтро-Фот-Йон, который сначала принадлежал к округу Фонтенбло, в 1926 году был присоединён к округу Провен.
| 1793  | 1821  | 1841  | 1861  | 1881  | 1901  | 1911  | 1931  | 1946  | 1954   | 1962   | 1975   | 1990   | 1999   | 2007   |
| ----- | ----- | ----- | ----- | ----- | ----- | ----- | ----- | ----- | ------ | ------ | ------ | ------ | ------ | ------ |
| 3 115 | 3 945 | 4 450 | 6 217 | 7 306 | 7 929 | 8 617 | 9 965 | 8 962 | 10 119 | 14 121 | 21 568 | 18 657 | 17 625 | 16 802 |

## Известные люди
- Жорж Клод — химик, изобрёл первую неоновую лампу[неоднозначная ссылка].
- Владимир Тубин — франко-украинский философ и режиссёр.

## Экономика
Исторически сложилось, что город имеет сильную промышленную базу. Но в последние годы стала увеличиваться безработица, особенно среди иммигрантов.
Основными предприятиями являются:
- Silec[фр.] — компания по производству и монтажу кабелей.
- Sam — сталелитейный завод.
- Ytong-Siporex — завод по производству бетона.
- Butagaz — предприятие по заправке газовых баллонов.
- SBC, ранее CERMEF.

## Города-побратимы
- Отлей[англ.], Великобритания
- Вальдюрн, Германия
- Паредеш, Португалия
- Айдын, Турция
- Сафи, Марокко

## Фотогалерея

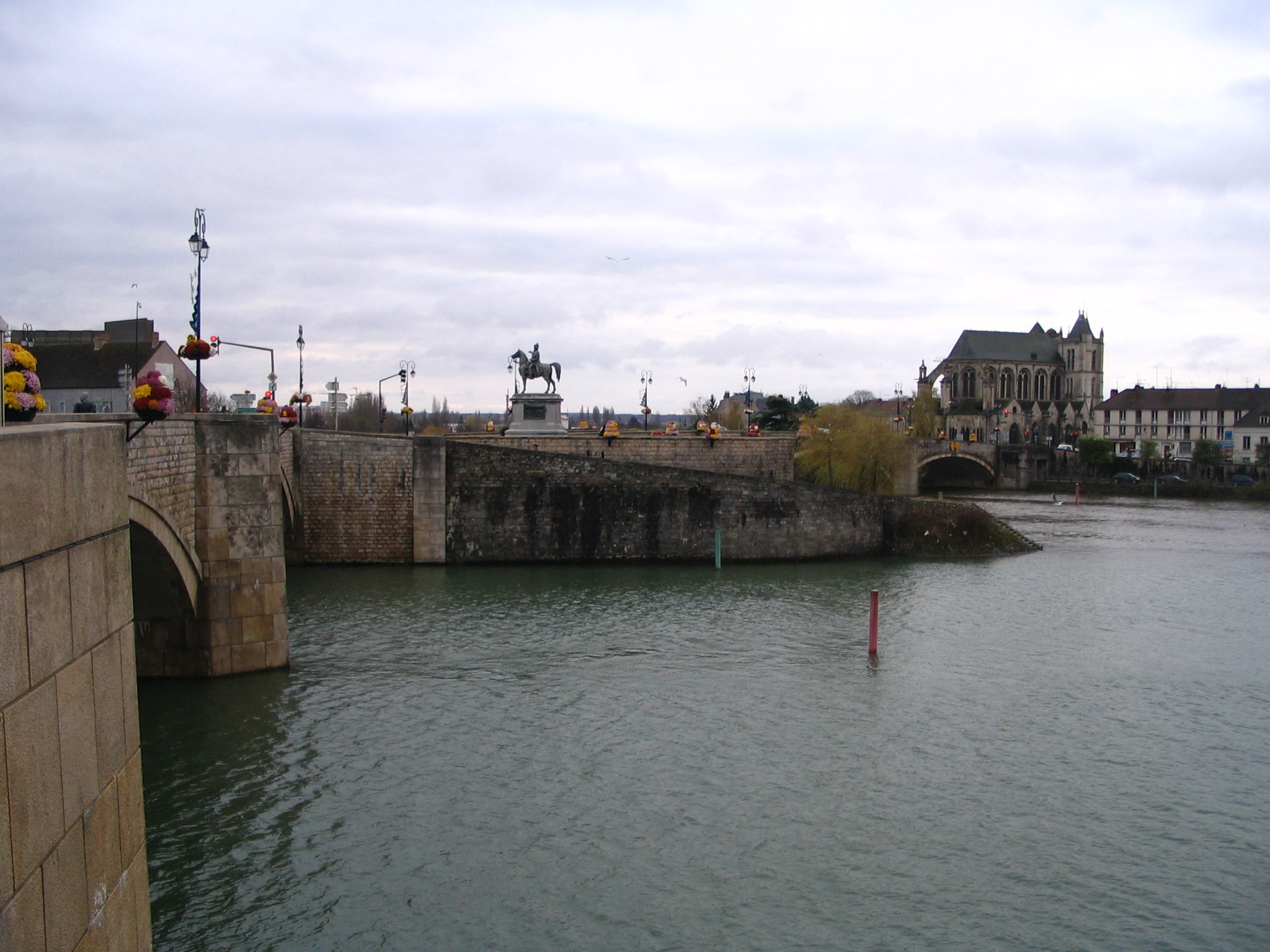
Вид на центр города
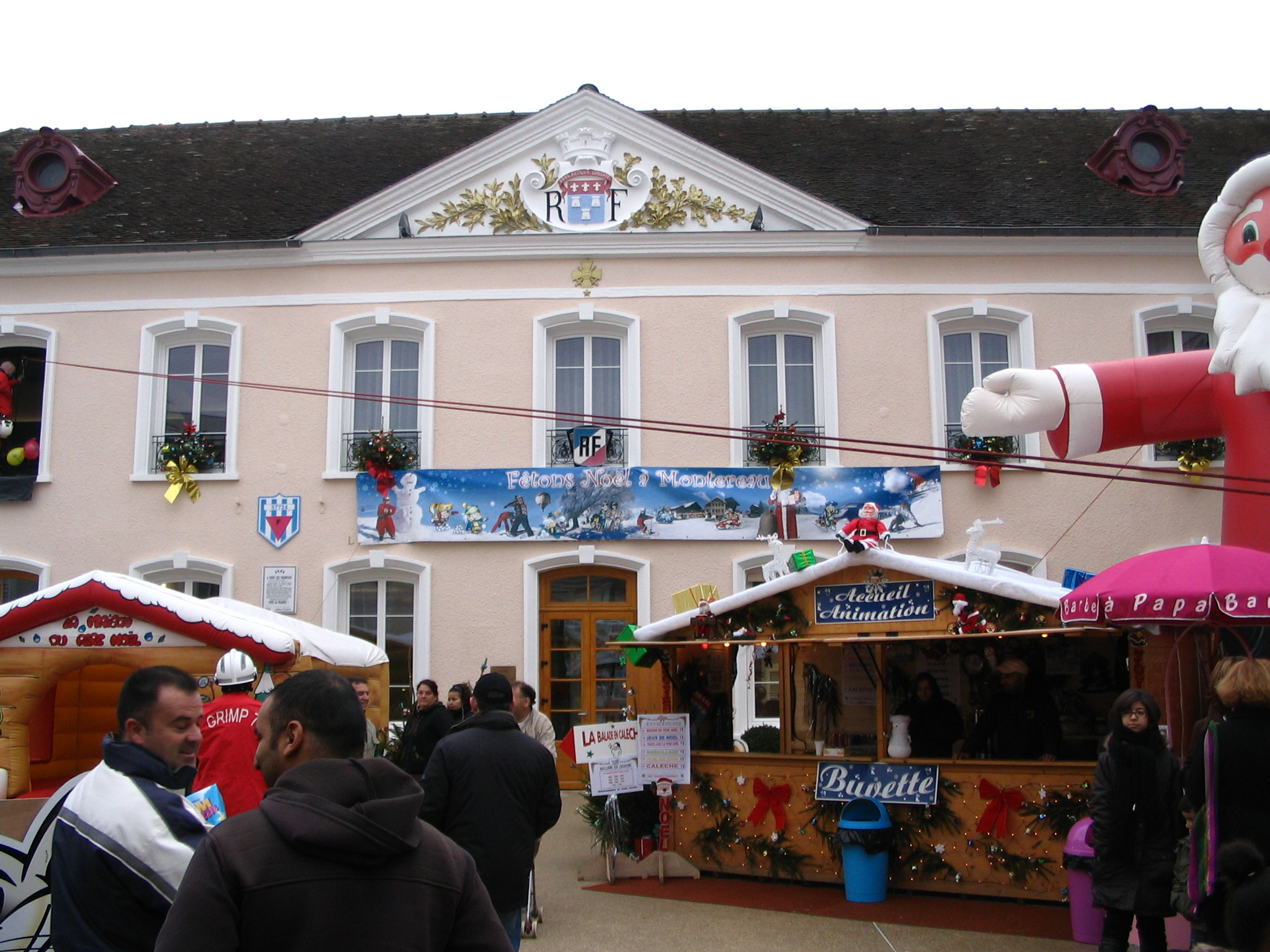
Мэрия за несколько недель до Рождества
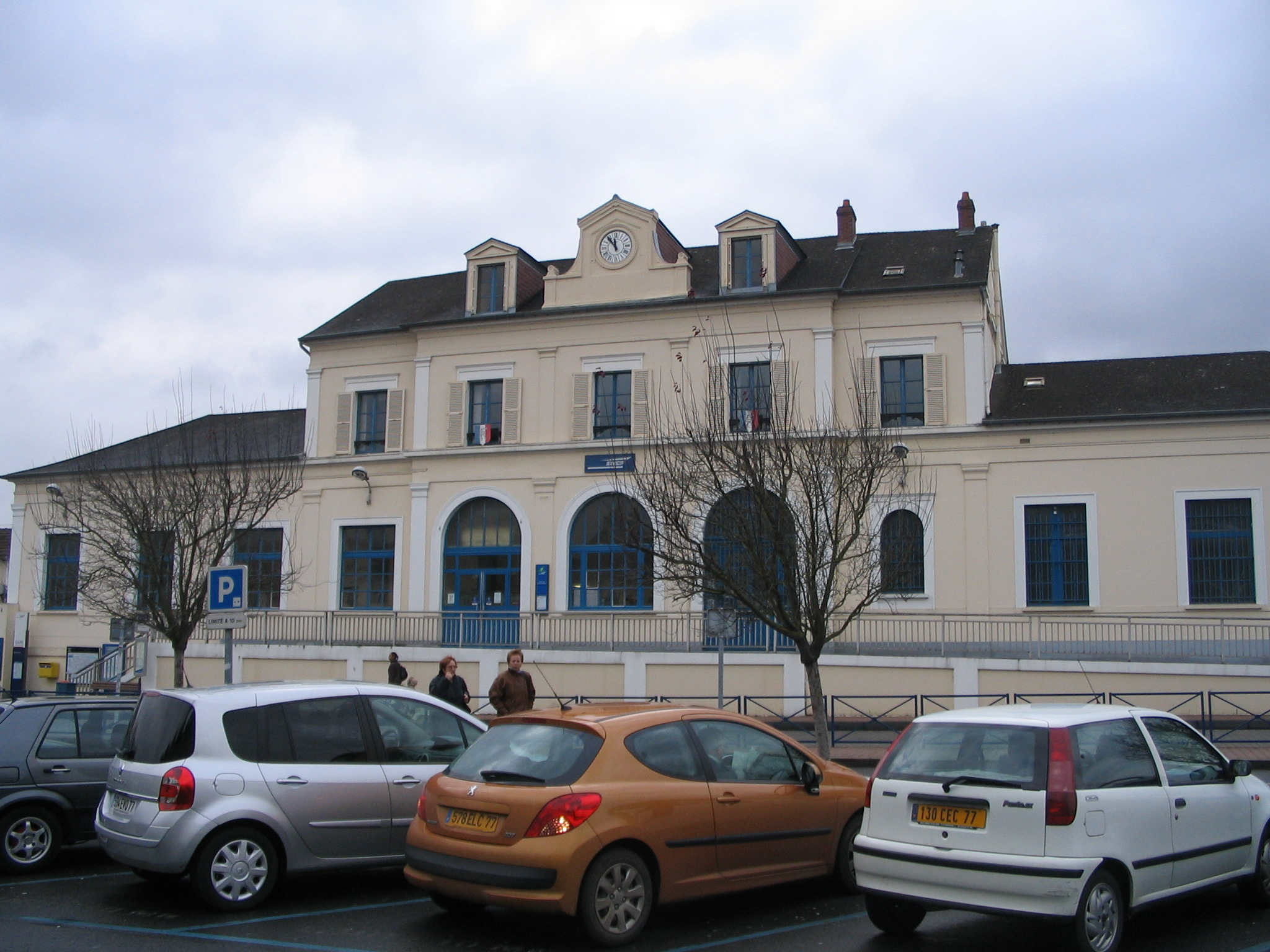
Здание вокзала
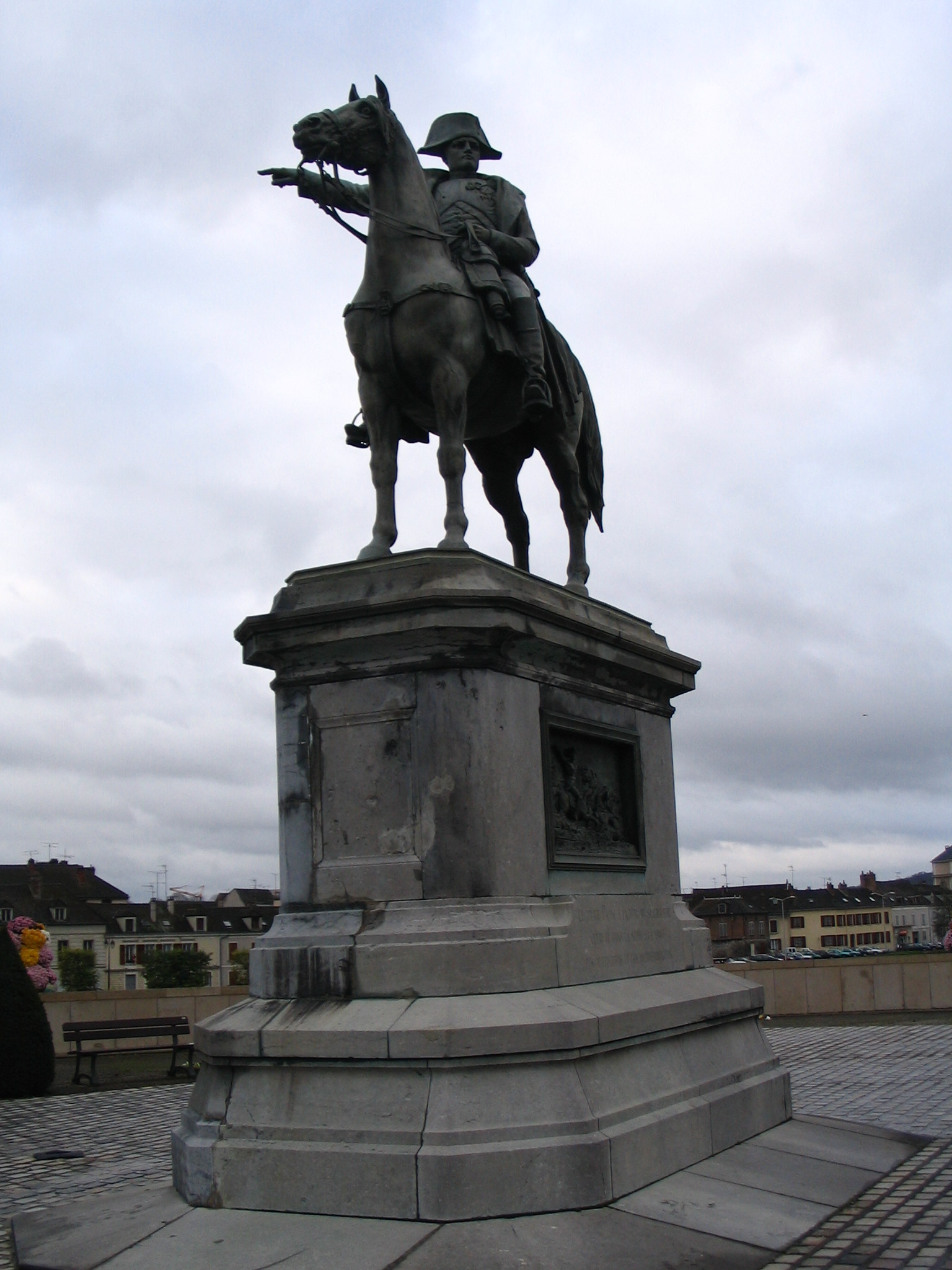
Статуя Наполеона
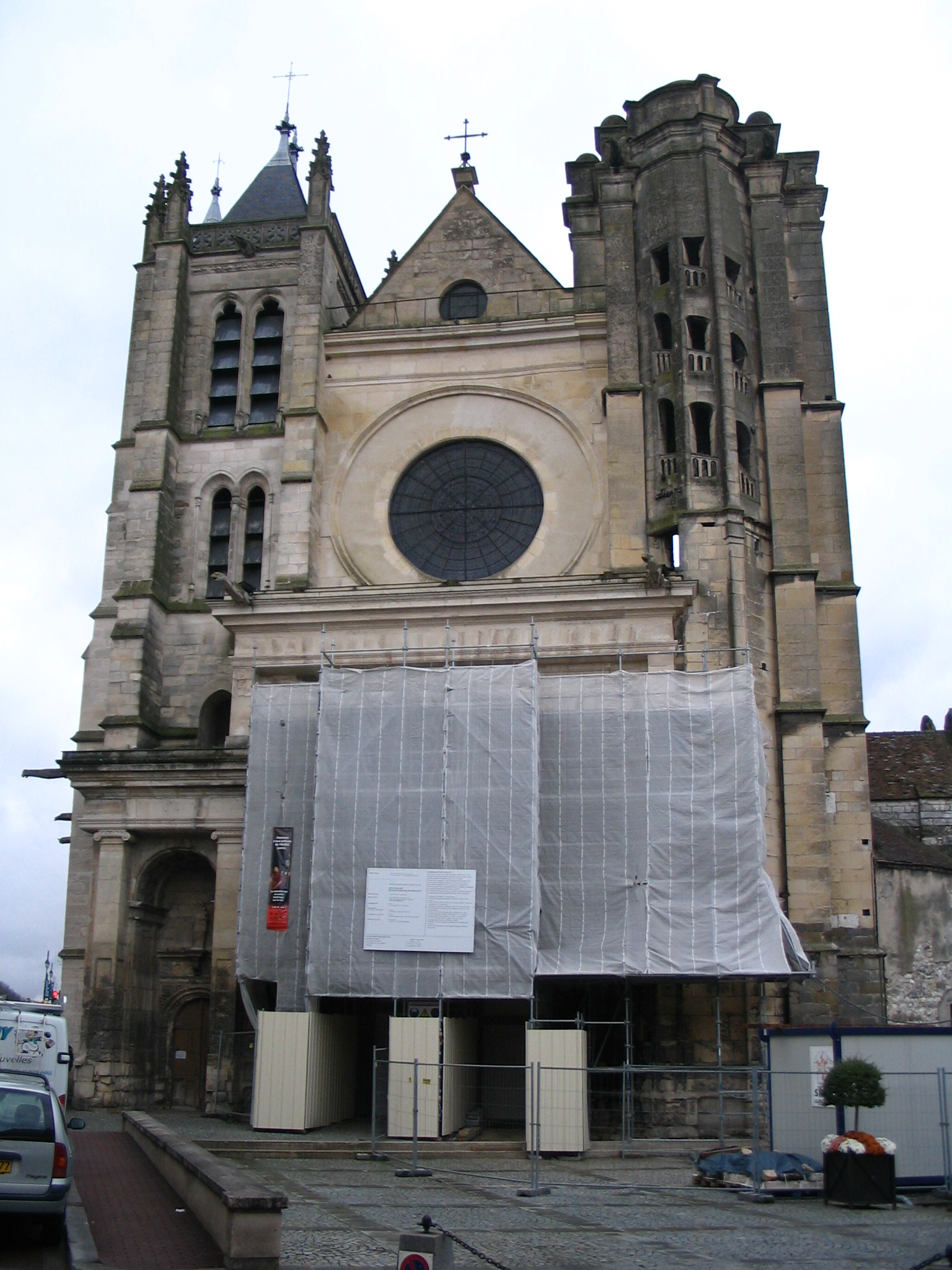
Собор Notre-Dame et Saint-Loup
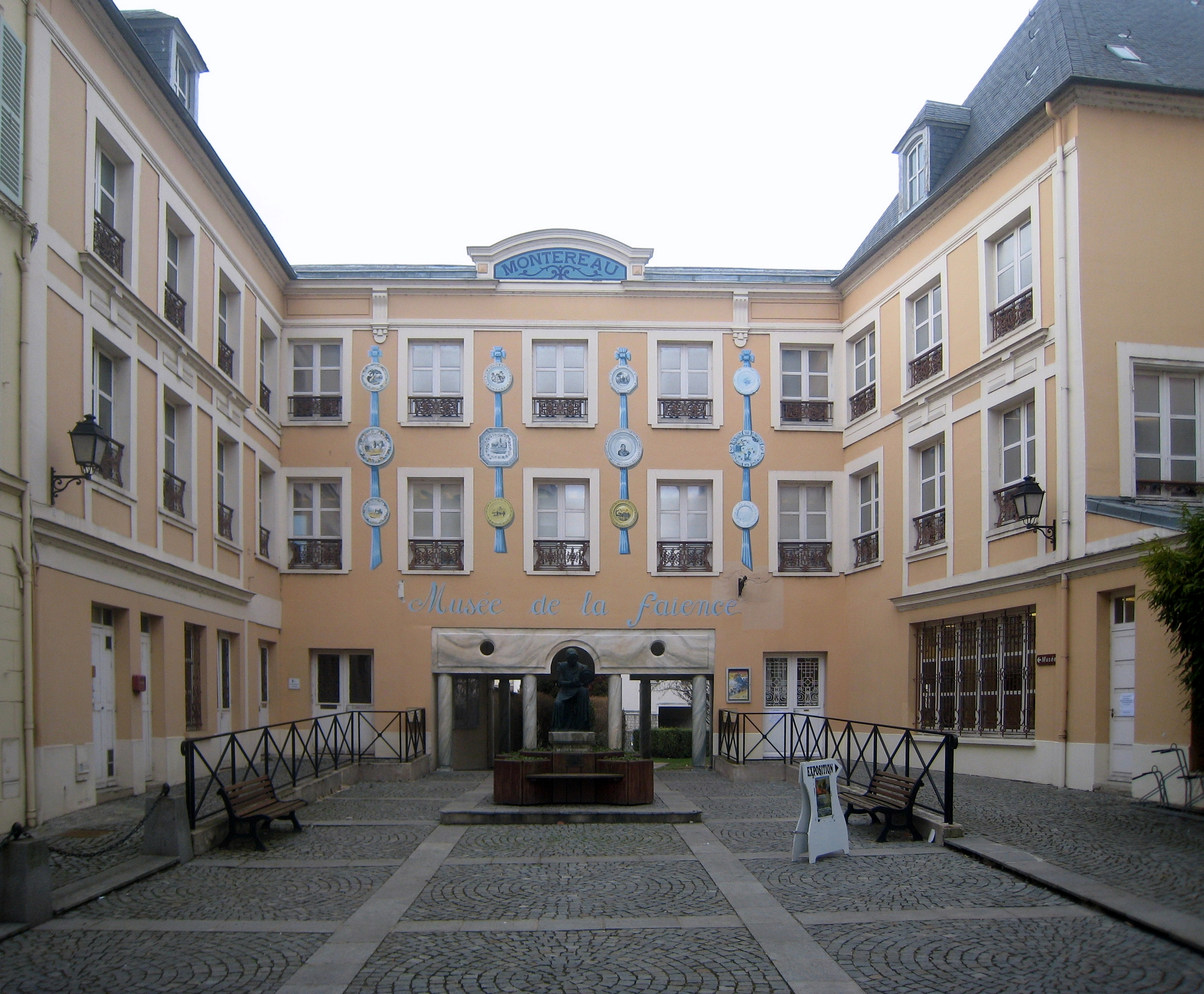
Музей фаянса
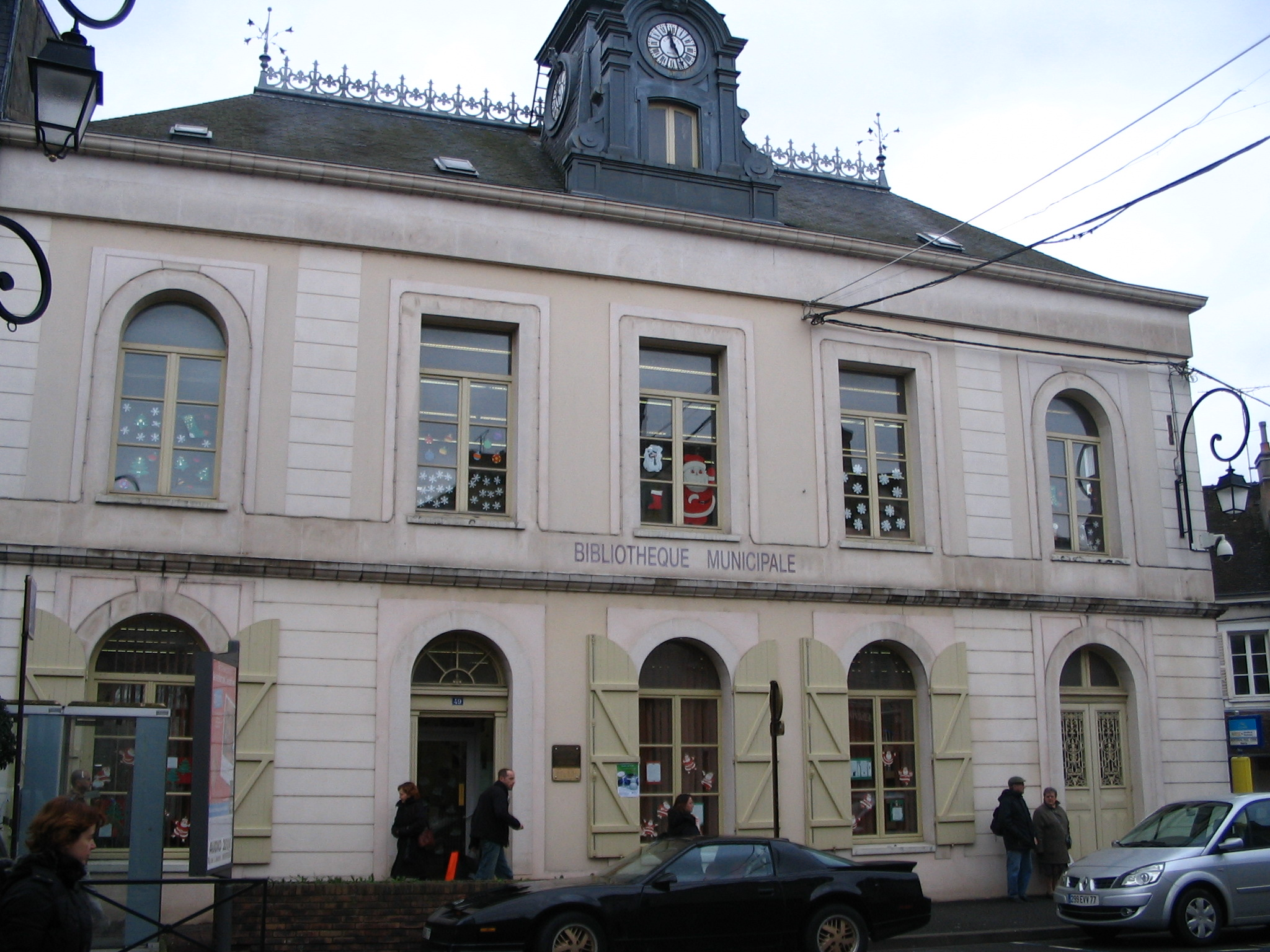
Публичная библиотека
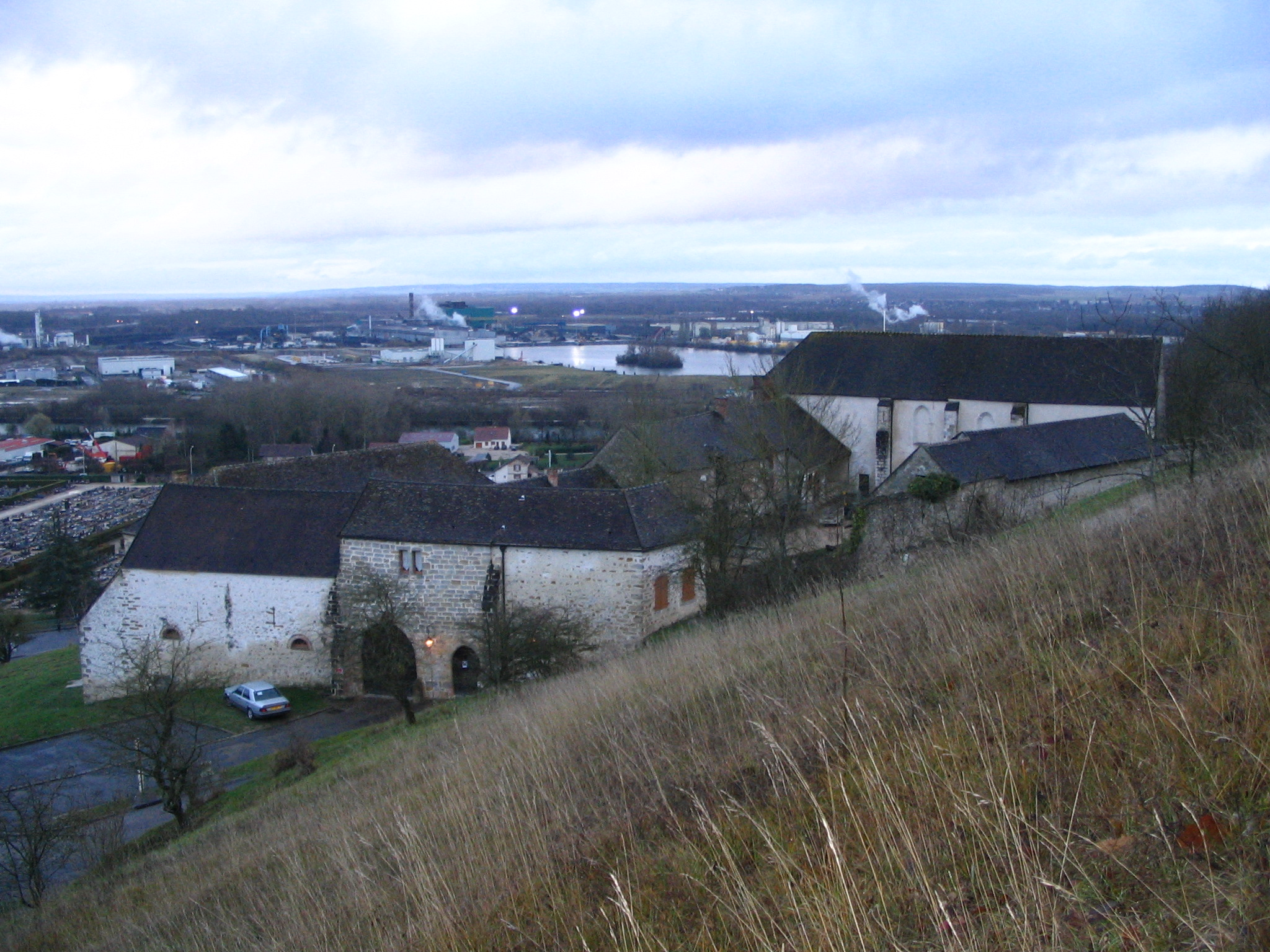
Монастырь Св. Мартина